# Schreineria regulator
Schreineria regulator är en stekelart som först beskrevs av André Seyrig 1952.  Schreineria regulator ingår i släktet Schreineria och familjen brokparasitsteklar. Inga underarter finns listade i Catalogue of Life.